# Markus Steinhöfer
Markus Steinhöfer (ur. 7 marca 1986 w Weißenburg in Bayern) – niemiecki piłkarz występujący na pozycji obrońcy.

## Kariera klubowa
Steinhöfer jako junior grał w drużynach DSC Weißenburg, TSV Roth, 1. FC Nürnberg oraz Bayern Monachium, do którego trafił w 2002 roku. W 2004 roku został włączony do rezerw Bayernu. W 2006 roku został z nich wypożyczony do austriackiego Red Bull Salzburg. W T-Mobile Bundeslidze zadebiutował 14 października 2006 roku w wygranym 3:0 pojedynku z SCR Altach. W 2007 roku zdobył z klubem mistrzostwo Austrii. 30 października 2007 roku w wygranym 2:1 spotkaniu z Rapidem Wiedeń strzelił pierwszego gola w T-Mobile Bundeslidze. W 2008 roku wywalczył z zespołem wicemistrzostwo Austrii.
W 2008 roku Steinhöfer wrócił do Niemiec, gdzie podpisał kontrakt z Eintrachtem Frankfurt z Bundesligi. Pierwszy ligowy mecz zaliczył tam 17 sierpnia 2008 roku przeciwko Hercie Berlin (2:0). 4 października 2008 roku w przegranym 1:2 pojedynku z TSG 1899 Hoffenheim zdobył pierwszą bramkę w Bundeslidze. W styczniu 2010 roku został wypożyczony do 1. FC Kaiserslautern (Bundesliga). W tym samym roku awansował z nim do Bundesligi. Latem 2010 roku wrócił do Eintrachtu.
W styczniu 2011 roku Steinhöfer odszedł do szwajcarskiego FC Basel. Następnie grał w takich klubach jak: Real Betis, TSV 1860 Monachium i VfR Aalen. W 2016 przeszedł do Sparty Praga.

## Kariera reprezentacyjna
Steinhöfer jest byłym reprezentantem Niemiec U-16, U-18, U-19 oraz U-21.